# Versicherungsteuer (Deutschland)
Die Versicherungsteuer ist eine Verkehrsteuer, bei der Versicherungsprämien- oder Beitragszahlungen aus Versicherungsverträgen der Besteuerung unterzogen werden.

## Allgemeines
In Deutschland wird im Steuerrecht, in der Amtssprache und in der Finanzwissenschaft traditionell das Fugen-s weggelassen (Aufwandsteuer, Verkehrsteuer; Körperschaftsteuer), in Österreich und der Schweiz dagegen meist verwendet. 
Das jährliche Aufkommen der Versicherungsteuer beträgt in Deutschland etwas über 10 Milliarden Euro und macht damit über 4 % der Steuereinnahmen des Bundes aus. Rechtsgrundlage ist das Versicherungsteuergesetz (VersStG).

## Ausnahmen
Ausgenommen von der Steuerpflicht sind Beiträge zu den gesetzlichen und privaten Lebens- und Kranken-, zur gesetzlichen Arbeitslosenversicherung, zur Berufs- und Erwerbsunfähigkeitversicherung, zur Rückversicherung sowie zur Kleinen Viehversicherung (Versicherungssumme bis € 4000). Ausgenommen ist ferner gem. § 4 Nr. 10 VersStG eine Versicherung beförderter Güter gegen Verlust oder Beschädigung als Transportgüterversicherung einschließlich Valorenversicherung und Kriegsrisikoversicherung, wenn sich die Versicherung auf Güter bezieht, die ausschließlich im Ausland oder im grenzüberschreitenden Verkehr einschließlich der Durchfuhr befördert werden; dies gilt nicht bei der Beförderung von Gütern zwischen inländischen Orten, bei der die Güter nur zur Durchfuhr in das Ausland gelangen. Die Besteuerung der Zahlung des Versicherungsentgelts für eine Haftpflichtversicherung bleibt unberührt. Weiterhin ausgenommen sind alle Beiträge und Prämien aus allen Versicherungsverträgen, sofern diese mit ausländischen Botschaften oder deren Angehörigen einschließlich Konsularvertreter geschlossen sind, sofern es sich um Ausländer handelt.

## Erhebung
Die Versicherungsteuer ist eine Bundessteuer, welche bis zum 30. Juni 2010 durch die Länder erhoben wurde. Seitdem ist das Bundeszentralamt für Steuern (BZSt) zentral zuständig (§ 5 Abs. 1 Nr. 25 FVG). Die Steuer wird von den Versicherungsunternehmen für den Versicherungsnehmer abgeführt. Bemessungsgrundlage für die Steuer ist das Jahresentgelt (Beitrag oder Prämie). Die Ausnahme bildet die Hagelversicherung, hier nach der Versicherungssumme.
Weltweit haben die meisten Länder eine Versicherungsteuer oder ähnliche Abgaben auf Versicherungsprämien. Die Steuer richtet sich nach dem Risikobelegenheitsprinzip, so dass selbst ein deutscher Versicherer italienische Versicherungsteuer erheben müsste, sollte dort das Risiko liegen.

## Steuersätze in Deutschland
| Versicherungsart (§ 4, 5, 6 VersStG)     | Steuersatz ab 1. Juli 2010         | Steuersatz 2006 |
| ---------------------------------------- | ---------------------------------- | --------------- |
| Allgemeiner Steuersatz                   | 19,00 %                            | 16,00 %         |
| Feuer- und FBU-Versicherung              | 13,20 %                            | 11,00 %         |
| Feuerversicherung                        | 13,20 %                            |                 |
| Gebäudeversicherung mit Feueranteil      | 16,34 %                            | 14,75 %         |
| Gebäudeversicherung ohne Feueranteil     | 19,00 %                            |                 |
| Hausratversicherung                      | 19,00 %                            | 15,00 %         |
| Hausratversicherung mit Feueranteil      | 16,15 %                            |                 |
| Sachversicherungen ohne Feueranteil      | 19,00 %                            |                 |
| Unfallversicherung                       | 19,00 %                            |                 |
| Unfallversicherung mit Prämienrückgewähr | 03,80 %                            | 03,20 %         |
| Krankenversicherung                      | 00,00 %                            |                 |
| Lebensversicherung                       | 00,00 %                            |                 |
| Rentenversicherung                       | 00,00 %                            |                 |
| Hagelversicherung                        | 00,03 % von der Versicherungssumme |                 |
| Seeschiffskaskoversicherung              | 03,00 %                            | 02,00 %         |

## Zeitliche Entwicklung des Regelsteuersatzes
| Zeitraum      | % des Versicherungsentgelts | Anmerkungen                                                                                                   |
| ------------- | --------------------------- | --- |
| 1937 bis 1988 | 05 %                        | |
| Ab 01.01.1989 | 07 %                        | |
| Ab 01.07.1991 | 10 %                        | Anhebung im Rahmen des Solidaritätsgesetzes                                                                   |
| Ab 01.07.1993 | 12 %                        | |
| Ab 01.01.1995 | 15 %                        | |
| Ab 01.01.2002 | 16 %                        | Gesetz zur Finanzierung der Terrorbekämpfung (2001) als Folge des Terroranschlages auf das World Trade Center |
| Ab 01.01.2007 | 19 %                        | Anhebung nach dem Haushaltsbegleitgesetz 2006                                                                 |

## Aufkommen
Die Versicherungsteuer brachte dem Staat zwischen 2009 und 2011 jährliche Einnahmen von mehr als 10 Mrd. €.